# Phonotimpus
Genre
Phonotimpus est un genre d'araignées aranéomorphes de la famille des Phrurolithidae.

## Distribution
Les espèces de ce genre sont endémiques du Mexique.

## Liste des espèces
Selon World Spider Catalog (version 23.5, 05/01/2023) :
- Phonotimpus ahuacatlan Platnick, Chamé-Vázquez & Ibarra-Núñez, 2022
- Phonotimpus arcitos Platnick, Chamé-Vázquez & Ibarra-Núñez, 2022
- Phonotimpus boneti Platnick, Chamé-Vázquez & Ibarra-Núñez, 2022
- Phonotimpus calenturas Platnick, Chamé-Vázquez & Ibarra-Núñez, 2022
- Phonotimpus chipinque Platnick, Chamé-Vázquez & Ibarra-Núñez, 2022
- Phonotimpus cielo Platnick, Chamé-Vázquez & Ibarra-Núñez, 2022
- Phonotimpus cima Platnick, Chamé-Vázquez & Ibarra-Núñez, 2022
- Phonotimpus cuauhtemoc Platnick, Chamé-Vázquez & Ibarra-Núñez, 2022
- Phonotimpus cumbres Platnick, Chamé-Vázquez & Ibarra-Núñez, 2022
- Phonotimpus elviejo Platnick, Chamé-Vázquez & Ibarra-Núñez, 2022
- Phonotimpus escondida Platnick, Chamé-Vázquez & Ibarra-Núñez, 2022
- Phonotimpus eutypus Gertsch & Davis, 1940
- Phonotimpus farias Platnick, Chamé-Vázquez & Ibarra-Núñez, 2022
- Phonotimpus frio Platnick, Chamé-Vázquez & Ibarra-Núñez, 2022
- Phonotimpus gertschi Platnick, Chamé-Vázquez & Ibarra-Núñez, 2022
- Phonotimpus llera Platnick, Chamé-Vázquez & Ibarra-Núñez, 2022
- Phonotimpus marialuisae Chamé-Vázquez & Ibarra-Núñez, 2019
- Phonotimpus padillai Chamé-Vázquez, Campuzano & Ibarra-Núñez, 2021
- Phonotimpus pennimani Chamé-Vázquez, Ibarra-Núñez & Jiménez, 2018
- Phonotimpus perra Platnick, Chamé-Vázquez & Ibarra-Núñez, 2022
- Phonotimpus pozas Platnick, Chamé-Vázquez & Ibarra-Núñez, 2022
- Phonotimpus puente Platnick, Chamé-Vázquez & Ibarra-Núñez, 2022
- Phonotimpus revilla Platnick, Chamé-Vázquez & Ibarra-Núñez, 2022
- Phonotimpus sanpedro Platnick, Chamé-Vázquez & Ibarra-Núñez, 2022
- Phonotimpus schulzefenai (Chamberlin & Ivie, 1936)
- Phonotimpus separatus Gertsch & Davis, 1940
- Phonotimpus talquian Chamé-Vázquez, Ibarra-Núñez & Jiménez, 2018
- Phonotimpus taman Platnick, Chamé-Vázquez & Ibarra-Núñez, 2022
- Phonotimpus tetrico Platnick, Chamé-Vázquez & Ibarra-Núñez, 2022
- Phonotimpus vacas Platnick, Chamé-Vázquez & Ibarra-Núñez, 2022
- Phonotimpus valles Platnick, Chamé-Vázquez & Ibarra-Núñez, 2022
- Phonotimpus xilitla Platnick, Chamé-Vázquez & Ibarra-Núñez, 2022

## Systématique et taxinomie
Ce genre a été décrit par Gertsch et Davis en 1940 dans les Clubionidae. Il est placé dans les Liocranidae par Lehtinen en 1967, dans les Corinnidae par Bosselaers et Jocqué en 2002 puis dans les Phrurolithidae par Ramírez en 2014.

## Publication originale
- Gertsch & Davis, 1940 : « Report on a collection of spiders from Mexico. III. » American Museum novitates, no 1069, p. 1-22 (texte intégral).